# Sandy Creek (Tuscarawas River)
Der Sandy Creek ist ein 66,5 km langer linker Nebenfluss des Tuscarawas Rivers im nordöstlichen US-Bundesstaat Ohio. 
Er entwässert ein Gebiet von 1305 km² und gehört zum Flusssystem des Mississippi River. Der Abfluss erfolgt über den Tuscarawas River, Muskingum River, Ohio River und Mississippi River in den Golf von Mexiko.
Der Sandy Creek entspringt 4 km nordöstlich der Ortschaft Hanoverton im westlichen Columbiana County auf 403 m Höhe. Er fließt generell in südwestlicher Richtung durch die Countys Columbiana, Carroll, Tuscarawas und Stark und erreicht 2 km nordöstlich von Bolivar den Zusammenfluss mit dem Tuscarawas River auf 270 m Höhe. Zu den Nebenflüssen des Sandy Creek gehören der Still Fork Sandy River, der Little Sandy Creek und der Nimishillen Creek. Dem Geographic Names Information System zufolge wurde der Fluss auch mit Big Sandy River, Elks Eye Creek, Lamanshicolas und ähnlichen Schreibweisen bezeichnet.
Vom United States Army Corps of Engineers wurde kurz vor der Mündung des Sandy Creek der Bolivar Dam zum Schutz vor Hochwasser errichtet.